# Сервантес, Альваро
Альваро Серватес (исп. Álvaro Cervantes; род. 1989, Барселона) — испанский актёр, снимающийся в телевизионных драмах.
В 2015—2016 года играл императора Карла V в испанском телесериале «Карлос, король и император». В 2016 году играл одну из главных ролей в исторической драме 1898: Los últimos de Filipinas, а в 2017 году — в телесериале La zona в роли полицейского. В 2019 году получил одну из главных ролей в полицейском сериале «Отряд Коста-дель-Соль».
В 2008 году был номинирован на премию «Гойя» за роль Давида в фильме «Игра повешенного».